# عرب لي
عرب لي (بالفارسية: عرب لی) هي مستوطنة تقع في Shahrabad Rural District في إيران. يقدر عدد سكانها بـ 0 نسمة بحسب إحصاء 2016.